# Bam (Iran)
Bam è una città dell'Iran meridionale, nella provincia di Kerman, capoluogo dell'omonimo shahrestān. Si tratta di una città moderna con circa 100 000 abitanti, situata nei pressi del sito archeologico dell'antica città Arg-e Bam.
Prima del terremoto del 2003 la popolazione ufficiale era di circa 90 000 persone.

## Storia
Esistono molte interpretazioni riguardo alla data e al motivo della fondazione della cittadella. Secondo alcuni la città di Bam venne creata durante l'impero partico, un potente impero persiano che esistette tra il 250 a.C. ed il 226 d.C. Economicamente e commercialmente Bam svolse un ruolo importante nella regione, e guadagnò fama per i propri abiti e tessuti. Ibn Hawqal (943-977), viaggiatore e geografo arabo, scrisse di Bam nel suo libro Surat-ul-'ard:
In questo luogo vengono tessuti eccellenti, belli e duraturi tessuti in cotone, spediti poi in tutto il mondo. Preparano anche favolosi abiti ognuno dei quali costa circa 30 dinari; sono stati venduti nel Grande Khorasan, in Iraq ed in Egitto.
L'antica cittadella di Arg-e Bam ha probabilmente una storia che risale a circa 2000 anni fa, alla dinastia parta (248 a.C. - 224 d.C.), anche se molti edifici vennero eretti durante la dinastia safavide. La città venne abbandonata quasi completamente in seguito all'invasione afghana del 1722, che sconfisse un debole governo iraniano ponendo fine ai Safavidi. In seguito, dopo che la città venne lentamente ripopolata, venne abbandonata una seconda volta a causa di un attacco di invasori provenienti da Shiraz. Per un breve periodo venne usato come base per l'esercito.
La città moderna di Bam venne costruita non lontano dalla cittadella. Ha avuto uno sviluppo graduale come centro agricolo ed industriale, conoscendo un rapido sviluppo poco prima del terremoto del 2003. In particolare era rinomata per i datteri ed i limoni che vi si coltivavano. Attualmente la città beneficia di un turismo assicurato dalla presenza dell'antica cittadella.

## Etimologia del termine Bam
L'origine del toponimo Bam viene fatta risalire alla storia mitologica iraniana, e per la precisione sarebbe una variante del termine "Bahman" (un antico re mitologico) di cui parlò Ferdowsi (940-1020?) nel suo lavoro più famoso, Shahnameh (Il libro dei Re). Nel poema Bahman era il figlio di Esfandiyar, che lottò contro Rostam, uno degli eroici capi del Shahnameh. Secondo Ferdowsi Bahman lotta contro uno dei figli di Rostam, chiamato Faramarz. Una tempesta di sabbia ostacolò Faramarz permettendo a Bahman di sconfiggerlo; per festeggiare il trionfo costruì una fortezza su quella stessa collina rocciosa, proprio dove ora si trova la cittadella.

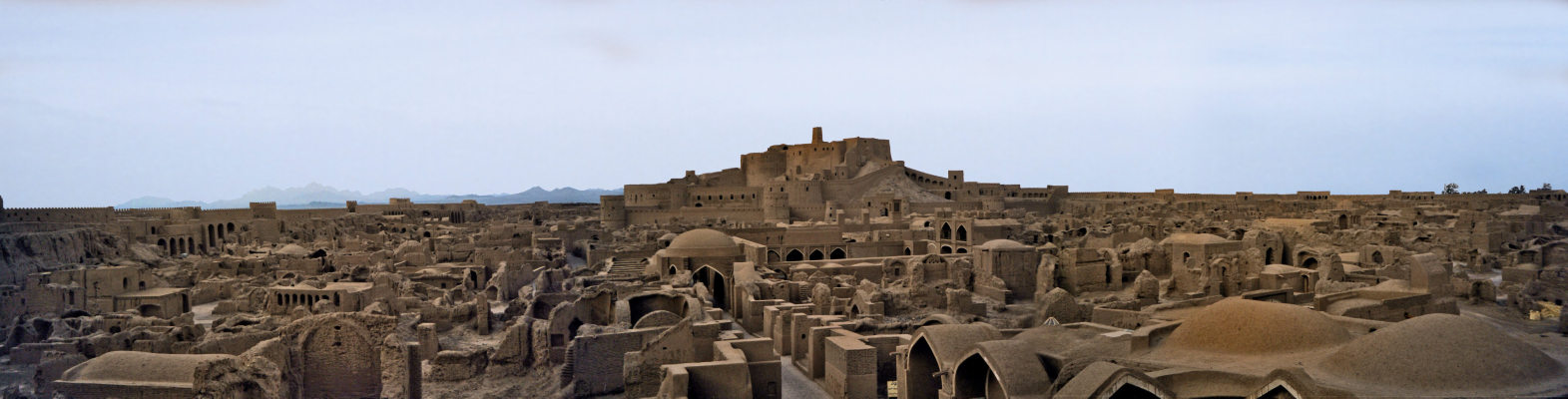
Bam nel 2002

## Il terremoto del 2003
Il 26 dicembre 2003, alle 5:26 locali (2:56 in Italia), la Cittadella di Bam - "la più grande struttura in mattoni al mondo" - e buona parte della città moderna vennero devastati da un terremoto. Lo United States Geological Survey ne stimò la magnitudo in 6,6. La BBC disse che il "70% della città moderna di Bam" andò distrutta. Si cominciò a parlare di circa 80 000 vittime, ed i media parlarono di 70 000 vite stroncate. In realtà il conto ufficiale delle vittime al 17 gennaio fu di 56 230, e successive stime di Teheran dimezzarono il valore portandolo a 26 271. Altri 10 000 - 50 000 vennero dichiarati feriti, ma questa cifra è incerta; la cifra che si fa di solito è di 30 000, probabilmente perché è il numero riportato dalla Reuters. Secondo l'agenzia iraniana IRNA la vecchia cittadella venne "rasa al suolo".
Non appena le notizie sulla violenza del terremoto raggiunsero il mondo esterno, vennero organizzati aiuti internazionali. Questi aiuti si trasformarono nella ricerca dei sopravvissuti, e molti dei morti vennero seppelliti in fosse comuni grazie ai mullah che abbreviarono il rituale funebre Islamico a causa dell'elevato numero di morti e del rischio di epidemie. L'elevato numero di morti fu dovuto al fatto che poche persone sopravvissero al crollo della propria abitazione in fango e mattoni. I soccorritori dissero che il crollo delle case in fango e mattoni avevano letteralmente ricoperto i corpi seppellendoli, piuttosto che intrappolarli in spazi vuoti con aria a disposizione, come succede con gli edifici costruiti con il cemento. I pochi sopravvissuti vennero salvati nelle prime ore successive al terremoto. Tra le persone estratte vive ci fu una novantasettenne di nome Sharbānou Māzandarānī (شهربانو مازندرانی in lingua persiana), intrappolata in casa propria per otto giorni. I soccorritori impiegarono tre ore per estrarla dopo che i cani l'avevano fiutata. Sopravvisse grazie al fatto di essersi riparata sotto al tavolo nei pressi di un condotto di ventilazione.
Gli aiuti portati dopo la tragedia permisero di intessere un minimo di relazioni tra l'Iran e gli stati occidentali. Molti stati mandarono cibo, altro materiale e squadre di soccorritori tra cui l'International Rescue Corps. Nel febbraio 2004 Bam venne visitata da Carlo, principe del Galles, altra dimostrazione delle migliorate relazioni internazionali dopo il disastro.
Venne prodotto anche un documentario su questo terremoto intitolato Bam 6.6.

## Ricostruzione del post-terremoto 2003
Subito dopo il terremoto il governo iraniano iniziò a progettare una nuova città, basate su moderne teorie ingegneristiche, al fine di eliminare i problemi della vecchia città. Lo sviluppo del progetto occupò almeno sei mesi e portò a varie proteste nei confronti del governo centrale e di quello locale per conto dei sopravvissuti. Nonostante questo il governo di Teheran continuò il lavoro, ed ora la città è stata ricostruita. Anche la cittadella è stata ricostruita grazie alle particolare attenzioni del Ministero della Cultura e delle università giapponesi.
Il 16 marzo 2007 una tempesta di sabbia a 130 km/h colpì la città di Bam senza preavviso, soffocando 3 bambini, provocando due morti per incidente stradale ed altri 14 feriti.

## Nei media
Prima del terremoto, la cittadella era stata usata come set per rappresentare la "Fortezza Bastiani" nel film Il deserto dei Tartari, tratto dall'omonimo romanzo di Dino Buzzati, e alcune scene del film Il fiore delle Mille e una notte di Pier Paolo Pasolini.